# Campecopea ischiana
Campecopea ischiana är en kräftdjursart som först beskrevs av Karl Wilhelm Verhoeff 1943.  Campecopea ischiana ingår i släktet Campecopea och familjen klotkräftor. Inga underarter finns listade i Catalogue of Life.